# Wilhelm Haase
Wilhelm Haase, zwany również zdrobniale Willi Haase (ur. 17 maja 1906 w Berlinie, zm. 23 maja 1952 w Krakowie) – Sturmbannführer SS, niemiecki zbrodniarz wojenny.

## Życiorys
Jego ojcem był inżynier Wilhelm Haase, a matką Maria Tokarska. Członek NSDAP o numerze legitymacji 23458 i SS o numerze legtymacji 1077. W latach 1941–1944 pełnił rolę szefa sztabu SSPF w Krakowie. Na jego rozkaz Amon Göth przeprowadził likwidację getta krakowskiego w dniach 13–14 marca 1943. Haase osobiście nadzorował likwidację części żydowskiej obozu pracy przymusowej w Szebniach od 4 listopada 1943 (prawdopodobnie w ramach Aktion Erntefest), zlecając także rozstrzelanie około dwadzieściorga żydowskich zaufanych komendy obozu jako świadków pijackich orgii byłych komendantów, w których sam brał udział.
W styczniu 1944 roku skazany przez sąd SS na 6 miesięcy więzienia i wcielony do Waffen-SS. 
Po wojnie skazany przez sąd brytyjski na 2 lata więzienia, a następnie wydany Polsce w 1950 roku. 26 czerwca 1951 roku skazany przez Sąd Okręgowy w Krakowie na karę śmierci. Wyrok wykonano 23 maja 1952 roku w krakowskim więzieniu Montelupich.